# دونالد فان نورمان روبرتس
دونالد فـان نورمان روبرتس (بالإنجليزية: Donald Van Norman Roberts)‏ هو مهندس مدني أمريكي، ولد في 13 يونيو 1928 في فريسنو في الولايات المتحدة، وتوفي في 31 يناير 2016 في هايلندز رانش ‏ في الولايات المتحدة.